# فهرست بلندترین ساختمان‌ها و سازه‌ها در افغانستان

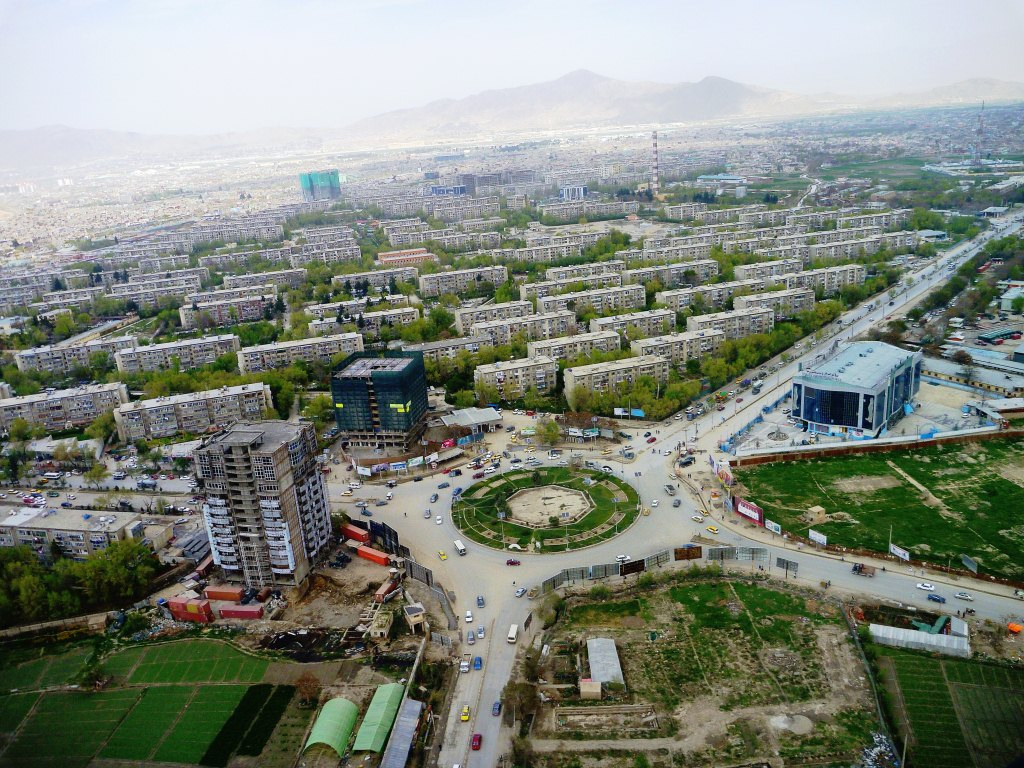
کابل امروزی

این فهرست بلندترین ساختمان‌ها و سازه‌ها در افغانستان را رتبه‌بندی می‌کند که شامل آسمان‌خراش‌ها، برج‌ها و دیگر سازه‌ها در افغانستان بر اساس ارتفاع آن‌ها می‌شود. بلندترین ساختمان کنونی در افغانستان برج محب در شهر کابل است. این برج ۲۸ طبقه ۱۰۱ متر ارتفاع دارد.

## بلندترین سازه‌ها
این فهرست بلندترین ساختمان‌ها و سازه‌ها در افغانستان را بر اساس اندازه‌گیری استاندارد ارتفاع رتبه‌بندی می‌کند.
| نام                    | تصویر | شهر      | بلندا (متر) | طبقات | سال ساخت | کاربری    |
| ---------------------- | ----- | -------- | ----------- | ----- | -------- | --------- |
| سد نقلو                |       | سروبی    | ۱۱۰         |       | ۱۹۶۸     | سد        |
| بند سلما               |       | چشت شریف | ۱۰۷٫۵       |       | ۲۰۱۶     | سد        |
| برج محب                |       | کابل     | ۱۰۱         | ۲۸    | ۲۰۲۰     | مسکونی    |
| بند کجکی               |       | کجکی     | ۱۰۰         |       | ۱۹۵۳     | سد        |
| برج کابل               |       | کابل     | ۸۷          | ۱۸    | ۱۹۷۶     | اداری     |
| منار جام               |       | شهرک     | ۶۵          |       | ۱۱۹۴     | مناره     |
| برج گلبهار             |       | کابل     | ۵۰          | ۱۴    | ۲۰۰۸     | چندکاربری |
| سینما پامیر            |       | کابل     | ۴۳          | ۱۲    |          | چندکاربری |
| شفاخانه جمهوریت        |       | کابل     | ۴۰          | ۱۰    | ۲۰۰۸     | بیمارستان |
| ساختمان انصاری         |       |          | ۳۶          | ۱۰    |          | اداری     |
| عزیزی پلازا            |       | کابل     |             | ۲۴    | ۲۰۱۴     | چندکاربری |
| برج بانک انکشاف زراعتی |       | کابل     |             | ۱۴    |          | اداری     |
| کابل سیتی سنتر         |       | کابل     |             | ۹     | ۲۰۰۵     | تجاری     |
| مرکز تجارتی کابل       |       | کابل     |             | ۸     |          | تجاری     |

## در دست ساخت
این فهرست، ساختمان‌ها و سازه‌هایی را که در افغانستان در دست ساخت هستند، رتبه‌بندی می‌کند و قرار است دست کم ۵۰ متر (۱۶۵ فوت) یا ۱۰ طبقه افزایش پیدا کند. ساختمان‌هایی که در حال ساخت هستند و همچنین ساختمان‌هایی که ساخت آنها به حالت تعلیق درآمده است نیز گنجانده شده‌اند.
| نام         | تصویر | شهر  | بلندا | طبقه | ساخت | کاربری    |
| ----------- | ----- | ---- | ----- | ---- | ---- | --------- |
| عزیزی استار |       | کابل |       | ۲۶   |      | چندکاربری |